# Implementação conjunta
Implementação conjunta (IC) é um mecanismo de flexibilização criado pelo Protocolo de Quioto para incentivar a implementação de projetos que diminuam as emissões de gases do efeito estufa em países Anexo I cuja economia seja de transição. 
As regras em relação a metodologias de projetos, tipos de projeto e etapas são similares às existentes no Mecanismo de Desenvolvimento Limpo.